# 1939 aux échecs
| Années des échecs : 1936 - 1937 - 1938 - 1939 - 1940 - 1941 - 1942    |
| Décennies des échecs : 1900 - 1910 - 1920 - 1930 - 1940 - 1950 - 1960 |

Cet article présente les faits marquants de l'année 1939 aux échecs.

## Tournois et opens

### 4etrimestre
- Le Tournoi d'échecs de Buenos Aires 1939 a été disputé du 2 au 19 octobre 1939.

## Championnats nationaux
- Argentine : Carlos Maderna remporte le championnat[1],[2]. Chez les femmes, c’est Dora Trepat de Navarro qui s’impose.
- Autriche nazie : Pas de championnat national pour cause d’Anschluss[3], ni de tournoi féminin[4].
- Belgique : Le championnat[5] est annulé. Chez les femmes, c’est M.Stoffels qui s’impose[6].

- Brésil : Octavio Trompowsky remporte le championnat[7].
- Canada : Pas de championnat[8].
- Écosse : Max Pavey remporte le championnat[9].
- États-Unis : Pas de championnatmasculin[Note 1],[10], ni féminin[11].
- Finlande: Osmo Kaila remporte le championnat[12].
- France : Pas de championnat pour cause de Seconde Guerre mondiale.

- Pays-Bas : Max Euwe remporte le championnat[13]. Chez les femmes, c’est Fenny Heemskerk qui s’impose.
- Pologne[Note 2] : Pas de championnat[14].
- Royaume-Uni : Pas de championnat[15].

- Suisse : Henri Grob remporte le championnat [16].
- RSS d'Ukraine : Isaac Boleslavsky remporte le championnat[17],[18], dans le cadre de l’U.R.S.S.. Chez les femmes, Sara Slobodyanyk s’imposent[19].
- Royaume de Yougoslavie : Milan Vidmar remporte le championnat[20],[21].

## Divers
- Disparition en février de L'Échiquier, revue échiquéenne mensuelle francophone publiée à Bruxelles. Elle avait commencé sa parution en janvier 1925.

## Naissances
- Hans-Joachim Hecht
- Ivan Radulov

## Nécrologie
- En 1939 : Alexei Alekhine (en), Ilmari Rahm (en)
- 2 février : Bernhard Gregory (en)
- 8 février : Salomon Langleben (en)
- 11 février : Jan Kvicala (en)
- 28 mai : Hans Fahrni
- 2 juillet : Florence Frankland Thomson (en)
- 7 août : Paul Krüger (en)
- 12 août : Katarina Beskow
- 16 août : Peter Reid (en)
- En septembre : Karol Piltz (en), Jan Kleczyński Jr. (en), Kalikst Morawski (en)
- 26 septembre : Ottó Bláthy
- 4 octobre : Ludvig Collijn (en)